# Bipalium moseleyi
Bipalium moseleyi és una espècie de planària terrestre que habita a l'est de Borneo. Se n'ha trobat exemplars de dues varietats diferents a la muntanya Murud, entre uns 1676 i 1920 metres d'altitud.